# IC 2124
IC 2124 — галактика типу S0 (спіральна галактика) у сузір'ї Оріон.
Цей об'єкт міститься в оригінальній редакції індексного каталогу.